# Espen Knutsen
Espen Knutsen (* 12. Januar 1972 in Oslo) ist ein ehemaliger norwegischer Eishockeyspieler und heutiger -trainer sowie -funktionär, der in seiner Karriere von 1988 bis 2005 unter anderem für die Mighty Ducks of Anaheim und Columbus Blue Jackets in der National Hockey League gespielt hat.  

## Karriere
Espen Knutsen begann seine Karriere als Eishockeyspieler bei Vålerenga Oslo, für die er von 1988 bis 1994 insgesamt sechs Jahre lang in der Eliteserien aktiv war, und mit denen er 1991, 1992 und 1993 drei Mal in Folge Norwegischer Meister wurde. Zudem wurde er im NHL Entry Draft 1990 in der zehnten Runde als insgesamt 204. Spieler von den Hartford Whalers ausgewählt, für die er allerdings nie spielte. Nach drei Jahren bei Djurgårdens IF aus der schwedischen Elitserien, gab der Angreifer in der Saison 1997/98 sein Debüt in der National Hockey League für die Mighty Ducks of Anaheim, die die Transferrechte an Knutsen zuvor 1996 von den umgesiedelten Hartford Whalers erhalten hatten. Nach 19 Spielen in der NHL, in denen der Center drei Tore für Anaheim erzielte, kehrte er nach Schweden zurück, wo er weitere zwei Spielzeiten lang für Djurgården auflief, mit dem er 2000 erstmals in seiner Laufbahn Schwedischer Meister wurde. 
Daraufhin wechselte Knutsen zu den Columbus Blue Jackets, für die er die folgenden vier Spielzeiten lang in der NHL spielte. An den Folgen eines vom gegnerischen Verteidiger Derek Morris abgefälschten Schuss starb in der Saison 2001/02 die 13-jährige Zuschauerin Brittanie Cecil. Dies war der einzige Todesfall eines Zuschauers in der gesamten NHL-Geschichte. Nachdem der Angreifer in der Saison 2003/04 noch in einem Spiel für Vålerenga Oslo auf dem Eis stand, bei dem er seine Laufbahn begonnen hatte, beendete er seine Karriere in der Spielzeit 2004/05 bei seinem Ex-Klub Djurgårdens IF in der Elitserien.
Nach Beendigung seiner Karriere stieg Knutsen ins Trainergeschäft ein. Von 2005 bis 2008 war er zunächst Assistenztrainer bei seinem Ex-Verein Vålerenga Oslo, ehe er zur Saison 2008/09 das Amt als Cheftrainer übernahm. In der Saison 2009/10 war er General Manager für den Verein tätig, in der Saison 2010/11 übte er sowohl das Amt als Cheftrainer, als auch das des General Managers aus. 

### International
Für Norwegen nahm Knutsen im Juniorenbereich an den U20-Junioren-Weltmeisterschaften 1990 und 1991 teil. Im Seniorenbereich stand er im Aufgebot seines Landes bei der B-Weltmeisterschaft 2003 sowie bei den A-Weltmeisterschaften 1994, 1995 und 1997 und den Olympischen Winterspielen 1994 in Lillehammer.

## Erfolge und Auszeichnungen

### Als Spieler
| - 1991 Norwegischer Meister mit Vålerenga Oslo - 1992 Norwegischer Meister mit Vålerenga Oslo - 1993 Norwegischer Meister mit Vålerenga Oslo - 1994 Gullpucken - 2000 Schwedischer Meister mit Djurgårdens IF | - 2000 Elitserien All-Star-Game - 2000 Topscorer der Elitserien-Playoffs - 2000 Bester Vorlagengeber der Elitserien-Playoffs - 2000 Beste Plus/Minus-Statistik der Elitserien-Playoffs - 2002 Teilnahme am NHL All-Star Game |

#### International
- 2003 Topscorer der Weltmeisterschaft der Division I, Gruppe B
- 2003 Bester Torschütze der Weltmeisterschaft der Division I, Gruppe B (gemeinsam mit Per-Åge Skrøder)

### Als Trainer
- 2009 Norwegischer Meister mit Vålerenga Oslo